# 外輪船

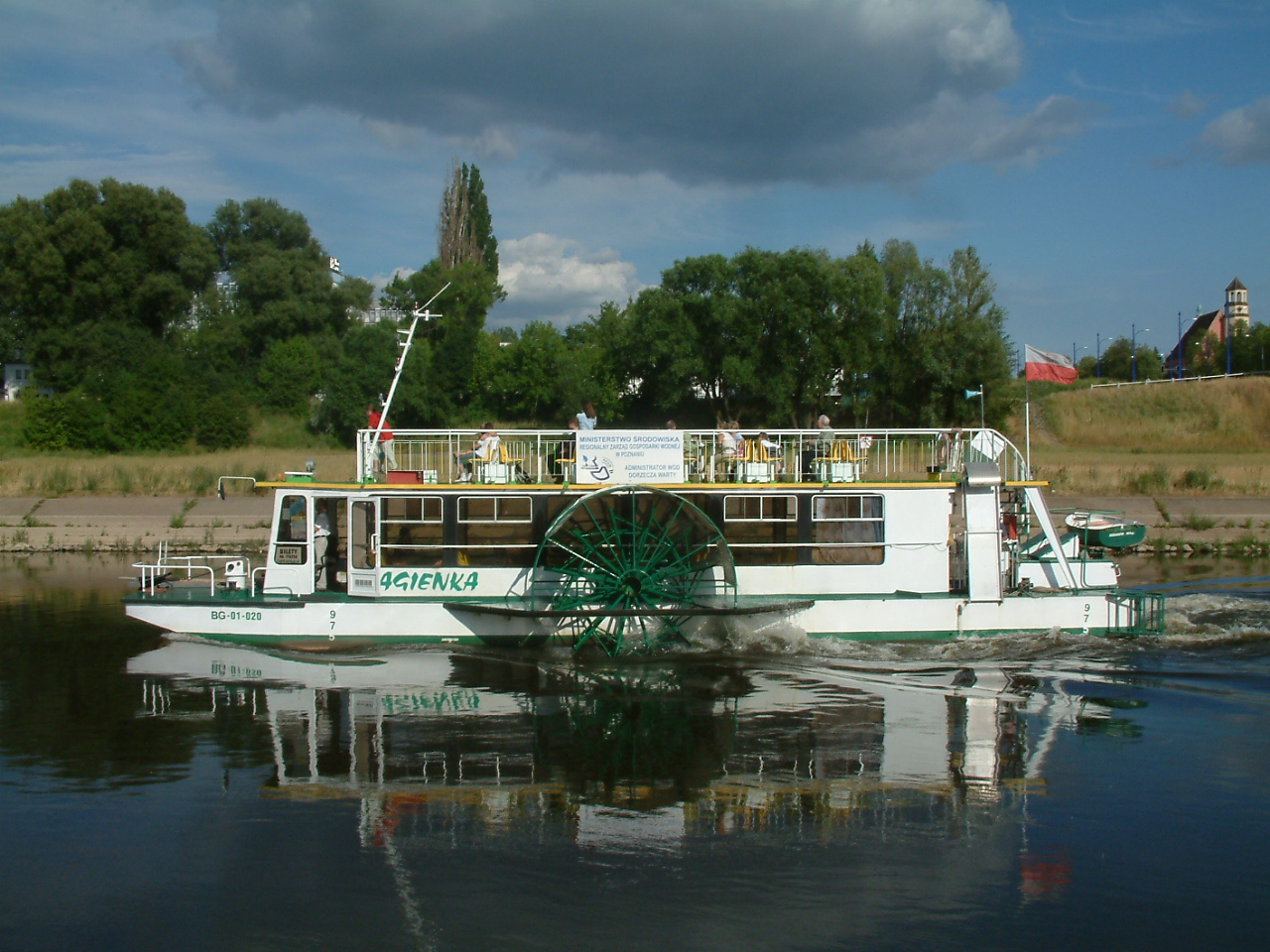
舷側式の外輪船

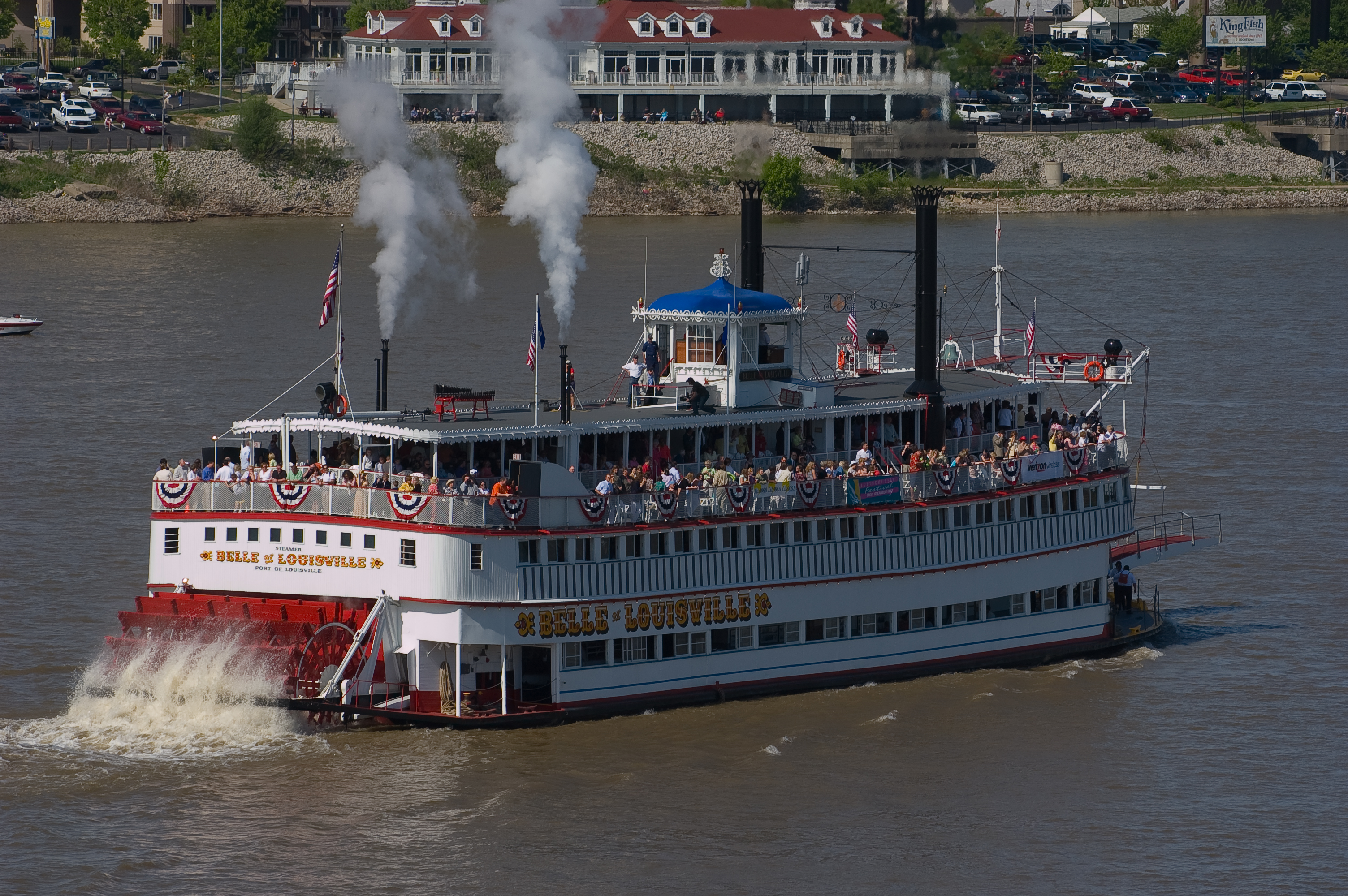
船尾式の外輪船

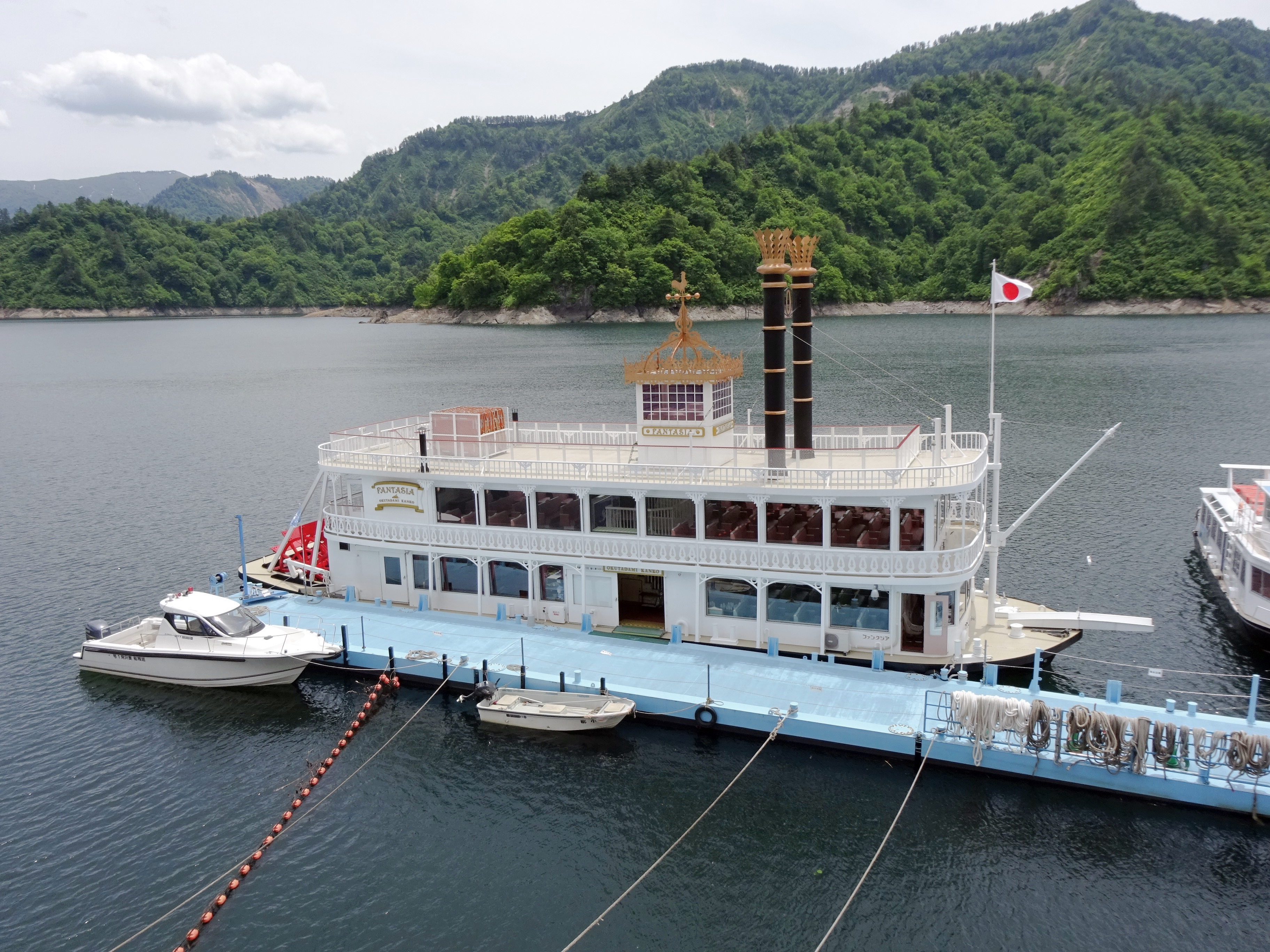
奥只見湖遊覧外輪船「ファンタジア」

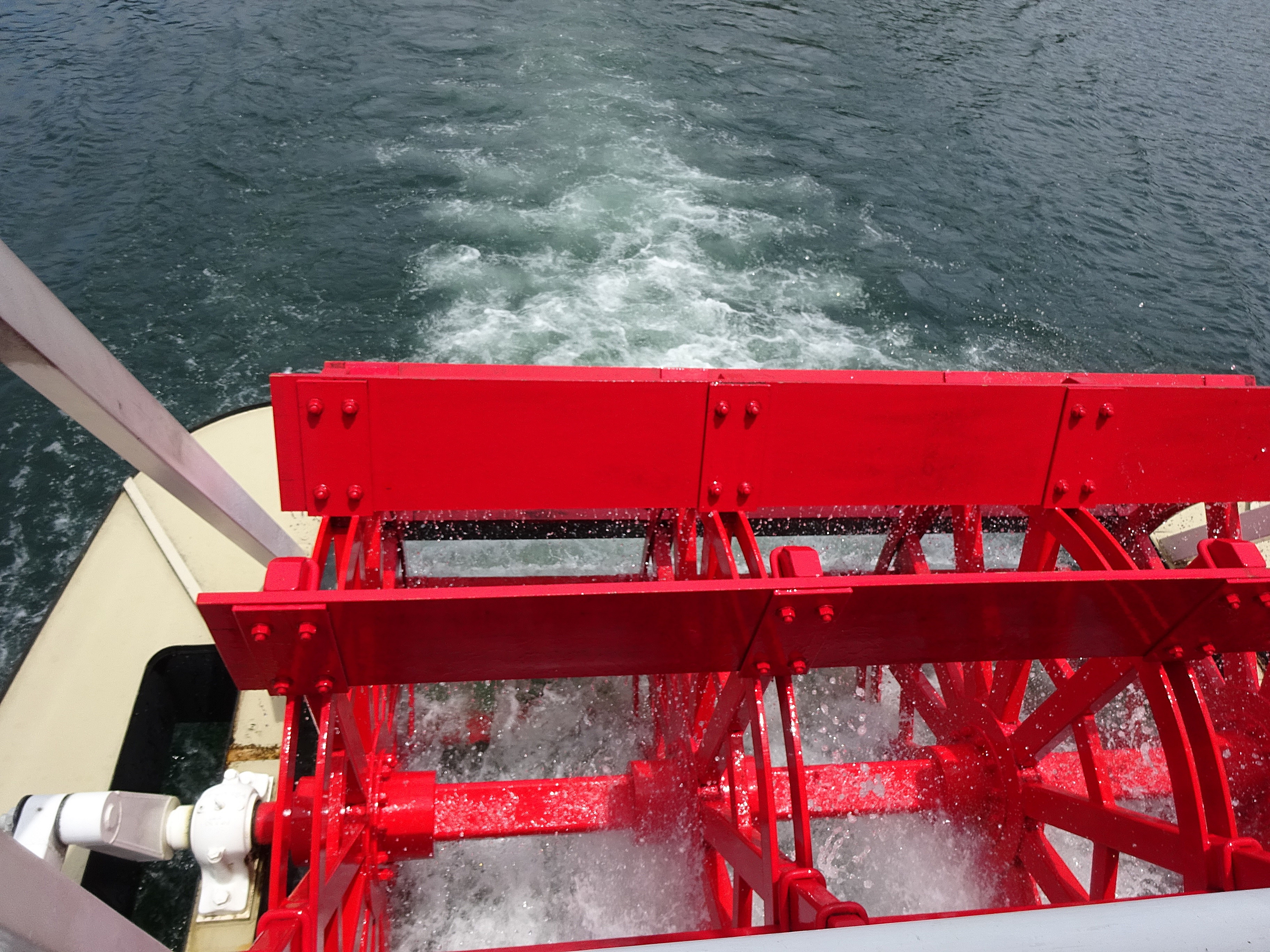
外輪船の後方駆動ホイール

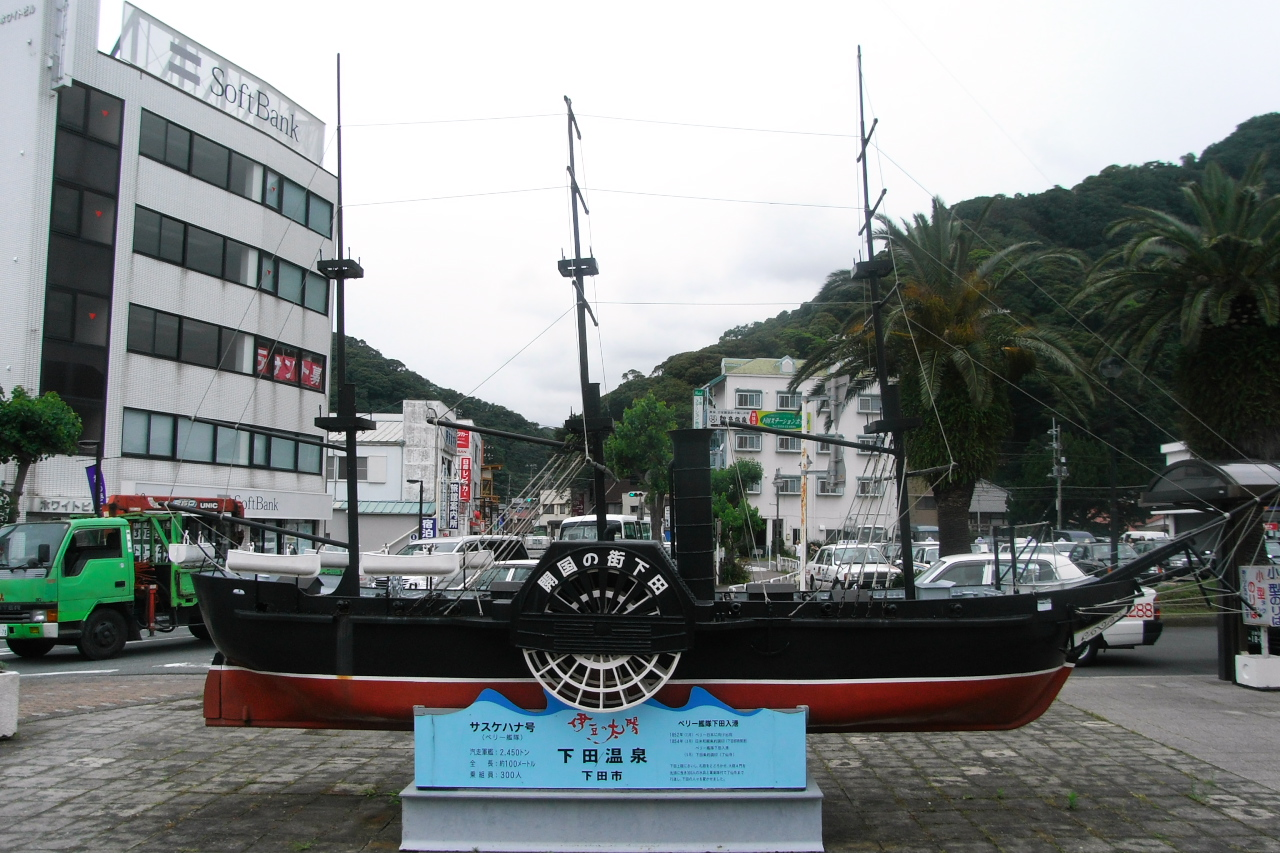
黒船サスケハナの模型

外輪船（がいりんせん）は、推進器として水車型の装置である外輪を使う船。外車船・パドル船とも。
英語では、総称としてはpaddlewheelerで、特に外輪式蒸気船をpaddle steamerと呼ぶ。また、左右の舷側に外輪を持つ船をsidewheeler、船尾（stern）に1つの外輪を持つ船をsternwheelerと呼ぶ。外輪はpaddle wheel（side wheel、stern wheel）と呼ぶ。
機関で外輪を回転させ推進器として使う。
初期の動力船は外輪船だったが、現代ではスクリュープロペラを使うスクリュー船にほとんど取って代わられた。
現代の観光地などの外輪船は、推進器は別にあり外輪は推進による水流を受けて回る単なる飾りであることもある。

## 原理
外輪は抗力による推進器であり、かつ回転面に平行（回転軸に垂直）な推進力を生む。これは、スクリュープロペラが揚力を利用し、かつ回転面に垂直（回転軸に平行）な推進力を生むのと大きな違いである。
抗力による回転装置は、単純な構造では回転軸に垂直な力を取り出すことができない。そのため垂直軸風車などでは抗力の不均衡を生じるための工夫がされる。しかし外輪では、単に半分を水上に出すことで抗力が不均衡となり、回転軸に垂直な一方向の抗力だけを利用することができる。

## 特徴

### 欠点
- 抗力を使うため、主に揚力を使うスクリュープロペラより効率が大きく落ちる。
- サイドホイーラー（両舷側式）では、波などにより左右の推進力のバランスが崩れやすい。
- 破損しやすい。
- 大型で重量がかさみ、メンテナンス性に劣る（船舶を上げられる乾ドックがある場合）。

### 利点
- 動力シャフトが喫水面より下を貫通しないため防水性が高い。
- スクリュー船に比べ喫水が浅いため、浅瀬や河川での運航に適する。北米などでは河川船として今でも使われる（ミシシッピ川のものが有名）。
- サイドホイーラーでは、艦尾に広いスペースが確保でき、大型貨物の積み込みに便利である。そのため鉄道連絡船に使われた。
- 人力船の場合、櫂や艪より操船が容易である。そのため、スワンボートなどの遊戯船に使われる。（足漕ぎボートを参照）
- 曲面の使用が少ないため設計・製造が容易である。
- 乾ドックが無くても動力部分のメンテナンスが容易である。

### 両方の特徴
- 推進部が喫水面より上にあり目立つため観光資源としての魅力がある。ただし、軍艦では、外輪が攻撃目標となり推進力を失う欠点がある。

## 歴史

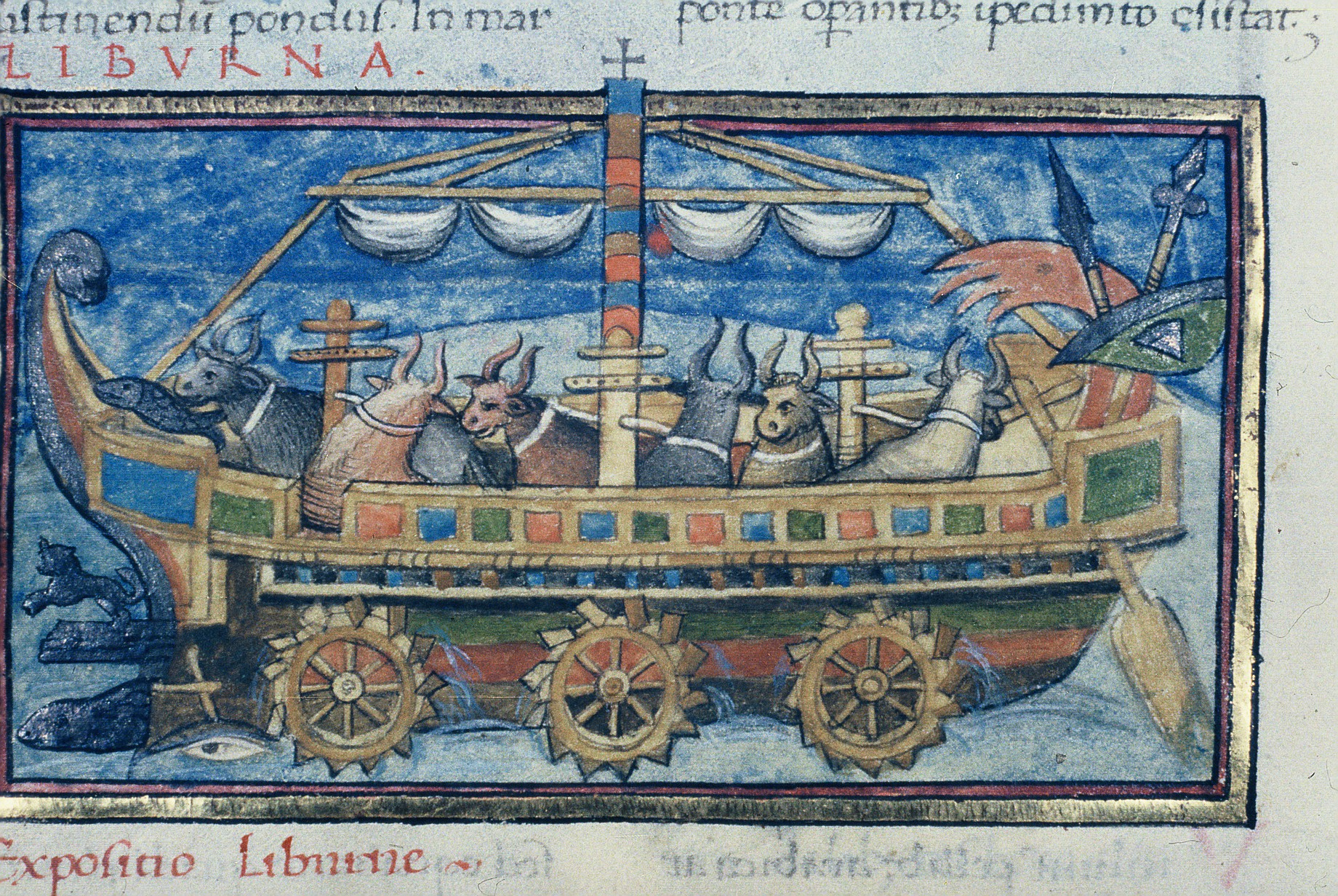
古代ローマの牛動力外輪船。15世紀の写本。

記録に残る最初の外輪船は、古代ローマのウィトルウィウスの『デ・アーキテクチュラ』によるものである。しかし、船の動力が人力であった時代には、外輪はほとんど使われず、主流は櫂（抗力式）や艪（揚力式）だった。
中国の歴史書『南史』によれば、418年の王鎮悪率いる水軍の活動として人力推進の戦闘艦の記録がある。明確に外輪の記述があるものは552年の梁の水軍が侯景の乱に対して使用した「水車」と呼ばれる外輪船である。同時期に「双輪」「歩艦」とも呼ばれる船の記録があり、踏み車を利用していたと考えられる。
唐代以後、中国水軍では外輪船は実力を認められ、宋代には船尾外輪や船首に衝角を装備した船や、舷側外輪一側を20から30付け戦闘員を200 - 300人載せられる「海鰍船」と呼ばれる大型の外輪船が登場した。外輪船の発達はモンゴル軍によって宋が滅ぼされるまで続いたが、外洋航行ができなかったために元の時代には廃れてしまった。
ロバート・フルトンによる最初期の蒸気船の推進力は外輪であった。回転運動を出力する蒸気機関と、工学的に相性がいいからである。
1845年、イギリス海軍が外輪船とスクリュー船で綱引き実験を行った。推進装置以外はほぼ同じ姉妹スループ艦の外輪船アレクトー（HMS Alecto, 1839 - ）とスクリュー船ラットラー（HMS Rattler, 1843 - ）が競い、スクリュー船が勝利した。これによりスクリューの優位性が広く知られるようになった。

## 著名な外輪船
- サスケハナ - アメリカ海軍のフリゲート。ペリーの黒船艦隊の旗艦。
- サルタナ - アメリカのミシシッピ川航路の貨客船。1865年にボイラー爆発事故を起こして沈没。
- 観光丸 - 幕府海軍の練習艦。
- 回天丸 - 幕府海軍の軍艦。
- 春日丸 - 薩摩藩、のち日本海軍。
- ウルヴァリン - アメリカ海軍の練習空母。太平洋戦争勃発で航空母艦搭載航空機パイロットの大量育成が求められたため、波が少なく敵国の艦船に襲われることのない五大湖で発着艦訓練を行うことが決定し、外輪観光客船「シー・アンド・ビュー」号から改造された。外輪船航空母艦は同艦と、同じくアメリカ海軍の「セーブル」の2隻のみである。
- グレート・イースタン - イギリスで建造された貨客船で、排水量19000t近い19世紀最大の船。外輪船からスクリュー船への過渡期に規格外のサイズで建造されたため、外輪とスクリューの双方を備え、それぞれを専用の蒸気機関で駆動していた。
- デルタクイーン（英語版） - ミシシッピ川で長らく定期運行された。2008年に退役。
- マークトウェイン号 - 東京ディズニーランド。
- ミシガン - 琵琶湖汽船
- 第一関門丸 - 関門連絡船などで活躍。